# Pronounced Normal
Pronounced Normal è il terzo album studio di Wild Man Fischer pubblicato nel 1981 e prodotto dai Barnes & Barnes.

## Tracce

### Lato A
1. Pronounced Normal - 3:00
2. Don't Be a Singer - 1:29
3. It's Nice to Have Things - 2:50
4. I Swear to God My Love Was True - 0:38
5. Talking - 3:09
6. Watch Out for the Sharks - 0:48
7. When You're Younger - 0:51
8. Yesterday - 1:55
9. Fish Heads - 0:37
10. Mistakes - 0:34
11. Frank - 2:40

### Lato B
1. It's a Money World - 2:43
2. The Mope (Part 2) - 1:05
3. The Righteous - 0:48
4. Oh Linda, No Laurie - 2:17
5. The Bouillabaise - 2:23
6. One Minute - 0:13
7. In My Room - 2:21
8. I'm a Christman Tree - 0:24
9. Let Us Live As One - 1:14
10. Pronounced Normal (Reprise) - 1:14
11. My Sweet Little Cathy - 3:22